# 8073 Johnharmon
8073 Johnharmon eller 1982 BS är en asteroid i huvudbältet som upptäcktes den 24 januari 1982 av den amerikanske astronomen Edward L.G. Bowell vid Anderson Mesa Station. Den är uppkallad efter John K. Harmon.
Asteroiden har en diameter på ungefär 6 kilometer och den tillhör asteroidgruppen Eunomia.